# Krish Jagarlamudi
Radha Krishna "Krish" Jagarlamudi (nacido el 11 de noviembre de 1978) es un director y guionista   de cine hindú conocido por sus trabajos en películas en idiomas telugu e hindi. Hizo su debut como director en 2008 con su película de carretera Gamyam seguido por la pelicula coral Vedam en 2010. Ambas películas fueron  aclamadas  ampliamente por la crítica, lo que le valió el Premio Nandi y el Premio Filmfare al Mejor Director.

## Primeros años de vida
Nació el 11 de noviembre de 1978 en Guntur, Andhra Pradesh, India. Completó su educación superior en los EE. UU. en farmacia  y ciencia   informática y trabajó allí, antes de regresar a la India para seguir una carrera de tiempo completo en la industria cinematográfica.

## Carrera profesional
En 2008, hizo su debut con Gamyam, protagonizada por Allari Naresh, Sharwanand y Kamalinee Mukherjee. La película fue producida por su padre Jagarlamudi Saibaba junto con su cuñado Bibo Srinivas y su amigo Rajeev Reddy, quien se ofrecio poco  después de que Jagarlamudi intentara en vano convencer a muchos productores de cine telugu notables. La película se convirtió en un gran éxito de taquilla, y ganó varios premios, incluidos los premios a la Mejor Película y al Mejor Director en el South Filmfare Award de 2009. La película fue replicada en tamil como Kadalana Summa illa, en kannada como Savaari y en bengalí como Dui Prithibi.
Su siguiente película, Vedam (2010) es una antología protagonizada por Allu Arjun, Anushka Shetty y Manoj Manchu. Fue bien recibido tanto por la crítica como por el público, ganando cuatro premios importantes en la 58.ª edición de los Filmfare Awards South, y el recibió su segundo premio Filmfare al mejor director. Vedam también fue la segunda película en ganar los cuatro premios principales (Mejor Película, Mejor Director para Jagarlamudi, Mejor Actor para Allu Arjun y Mejor Actriz para Anushka Shetty), después de Jeevana Jyothi en 1975 y tuvo también un buen desempeño  en la taquilla. 
Tras el éxito de Vedam, fue contratado para dirigir la versión en tamil, titulada Vaanam, protagonizada por Silambarasan Rajendar, Bharath y Anushka Shetty, retomando su papel preevio. Al igual que su versión original, Vaanam también se lanzó con gran éxito de crítica. Su siguiente película es Krishnam Vande Jagadgurum (2012) protagonizada por Rana Daggubati y Nayantara. Jagarlamudi hizo su película debut en hindi con Gabbar Is Back ( 2015). Está protagonizada por Akshay Kumar, Kareena Kapoor y Shruti Haasan.